# المفضل بن معشر العبدي
المُفَضل بن معشر بن أسحم بن عُدَي بن شيبان النكري العبدي من شعراء قبيلة عبد القيس في الجاهلية، ذكره ابن سلام الجمحي وقال من فصحاء شعراء أهل البحرين.

## نسبه
هو عامر بن معشر بن أسحم بن عُدَي بن شيبان بن سويد بن عذرة بن منبه بن نكرة بن لكيز بن أفصى بن عبد القيس النكري العبدي ويلقب بالمُفَضل النكري.

## من شعره
من شعره قوله: